# Невероятните неприключения на Флапджак
„Невероятните неприключения на Флапджак“ е анимационен сериал, излъчващ се по Cartoon Network от 7 юни 2008 г.

## Герои
- Флапджак – Той е интересен, обича приключенията и е отгледан от Бъби, говорещият кит. Въпреки нейните предупреждения, той се оставя да бъде омаян от историите на Скръц и мечтае да стане истински авантюрист.
- Капитан Скръц – Скръц е опитен стар моряк, който твърди, че е най-големият авантюрист, който светът някога е виждал. Той постоянно разказва преувеличени истории за своите бурни морски приключения и Флапджак се пристрастява към тях.
- Бъби – Бъби е като орлица майка на Флапджак. Тя предпочита сигурността на пристанище Крайбурие пред опасностите на откритото море. Тя винаги е там, където Флапджак има нужда от помощта ѝ, за да го спаси от бедите, в които го е забъркал Капитан Скръц.
- Пиперливият Лари – Пиперливият Лари е прекалено дружелюбният собственик на Захарното буре. Той е единственият, който може да изпълни захарните мечти на нашите герои. Когато те нямат пари за сладки изкушения, Лари им дава измамни насоки за пътя към Захарния остров. Поведението му често бива странно и налудничаво.
- Старата контрольорка – Това е нещастната стара контрольорка, която е ръководител на пристанище Крайбурие. Старата контрольорка има мистичен усет към издаването на глоби. Любимата ѝ глоба е за изоставяне на китове във водата без надзор. Но под тази груба на вид стара жена се крие друга, която таинствено харесва Капитан Скръц.
- Осморъкият Уили – Най-страшното от всички създания, обитаващи бурните морета, е Осморъкият Уили. Той може да счупи костите на всеки, но има особено предпочитание към китове, приключения и най-вече – към сладки изкушения. Това е основният противник на нашите герои по пътя към Захарния остров.
- Доктор Бръснар – Той е единственият в пристанище Крайбурие, който има научна степен по бонбонознание. Въпреки забележителните знания в медицината, бръснарството и бонбоните, той е смятан за един от най-лудите хора в пристанището поради отхвърлянето от майка му, която всъщност е един шкаф.
- Кенди – Съпругата на Пиперливия Лари. Тя е направена от бонбони. Не говори и обикновено не се движи. В нея е влюбен и Капитан Скръц, който крие това.
- Лоли Пупдек – Жител на пристанище Крайбурие. Обича кофите и глуповатите вицове. Негова несбъдната мечта е да бъде комедиант. Син е на Лейди Никълботъмс.
- Лейди Никълботъмс – Възрастна аристократична дама, най-богатата в Крайбурие. Живее в имение, направено от бонбони. Има слуга, който се казва Чарлз.
- Сали Сиропа – Малко момиче на годините на Флапджак. Обича пътешествията и приключенията. Харесва тайно Флапджак, както и той нея. Отнася се иронично към ежедневието на хората в Крайбурие, живеещи бедно.

## „Невероятните неприключения на Флапджак“ в България
На 1 октомври 2009 г. сериалът започна излъчване по локалната версия на Cartoon Network всеки делничен ден от 09:25, 13:10 и 04:50, а в събота и неделя от 07:45, 09:25 и 17:45.
| Роля             | Изпълнител                      |
| ---------------- | ------------------------------- |
| Флапджак         | Живко Джуранов                  |
| Капитан Скръц    | Николай Николаев                |
| Бъби             | Симона Нанова                   |
| Пиперливият Лари | Анатолий Божинов                |
| Лоли Пупдек      | Петър Калчев                    |
| Доктор Бръснар   | Георги Спасов                   |
| Други гласове    | Милица Гладнишка Георги Стоянов |

| Обработка              | Александра Аудио |
| ---------------------- | ---------------- |
| Изпълнителен продуцент | Васил Новаков    |

## Песничката от интрото
Българският вариант на песента с дублажа по Cartoon Network в началото гласи:
| „ | Скръц: Флапджак! Хей, Флапджак! С мен тръгни, ще идеш ти на остров Захаросан! Бъби: Кой пък иска остров? На дока е добре! Скръц: Тук обаче няма пуканки, близалки и парфе! Бъби: Опасно е и страшно! Скръц: Приключения какви? Флапджак: Велики приключения! Скръц: В шоколадови гори и лимонадени реки... Бъби: По-добре тук си остани! Различни хора от Крайбурие: И приключенствай със... Флапджак! | “ |